# Mesosa medana
Mesosa medana är en skalbaggsart som beskrevs av Stefan von Breuning 1954. Mesosa medana ingår i släktet Mesosa och familjen långhorningar. Inga underarter finns listade i Catalogue of Life.